# Parafia św. Jerzego i św. Jadwigi w Kłecku
Parafia Świętego Jerzego i Świętej Jadwigi w Kłecku – jedna z 11 parafii leżących w granicach dekanatu kłeckiego. Erygowana w XI wieku. Kościół parafialny, po wcześniejszym spaleniu, był odbudowany w latach 1510–1596 w stylu gotyckim; rozbudowany i przebudowany w 1931 roku (dodano wieżę i kaplicę, przebudowano i powiększono chór, prezbiterium ozdobiono stalami i kandelabrami).

## Rys historyczny
Parafia powstała w XI wieku. Pierwsze wzmianki o kościele w Kłecku pochodzą z 1255 roku. W kościele znajduje się dzwon stargardzkich ludwisarzy Joachima i Jacoba Karstede z 1588.

## Dokumenty
Księgi metrykalne: 
- ochrzczonych od 1945 roku
- małżeństw od 1945 roku
- zmarłych od 1945 roku

## Rządcy i proboszczowie parafii
Funkcję proboszcza tej parafii pełnili:
| Lp. | od roku    | do roku    | Imię i nazwisko |
| --- | ---------- | ---------- | --- |
| 1   |            | przed 1413 | ks. Boguta, 4 maja 1413 r. miał proces z miastem, które reprezentował starosta kłecki, Janusz z Tuliszkowa h. Dryja. |
| 2   | 1419       | 1420       | ks. Stanisław z Kłecka                                                                                               |
| 3   |            | 1440       | ks. Stanisław |
| 4   |            | 1444       | ks. Marek |
| 5   |            | 1472       | ks. Maciej |
| 6   |            | 1491       | ks. Mikołaj |
| 7   |            | 1493       | ks. Paweł |
| 8   | 1493       |            | ks. Maciej Łabiski                                                                                                   |
| 9   | 1503       | 1521       | ks. Maciej |
| 10  | 1514       | po 1526    | ks. Mikołaj Podleski, kanonik poznański                                                                              |
| 11  | 1555       |            | ks. Błażej |
| 12  | 1570       |            | ks. Maciej |
| 13  | 1590       | 1606       | ks. dr Marcin z Kłecka                                                                                               |
| 14  | 1622       |            | ks. Wojciech |
| 15  | 1623       | 1636       | ks. Bartłomiej Brodnicki                                                                                             |
| 16  | 1639       | po 1658    | ks. Andrzej Tomelcius                                                                                                |
| 17  |            | 1662       | ks. Adam Gradowicz                                                                                                   |
| 18  | 1663       |            | ks. Stefan Cielmowski                                                                                                |
| 19  | przed 1666 | po 1689    | ks. Łukasz Malinowski                                                                                                |
| 20  | 1691       | 1696       | ks. Walenty Wągrowicz                                                                                                |
| 21  | 1696       | 1704       | ks. Walenty Palicki                                                                                                  |
| 22  | 1704       | 1729       | ks. Wojciech Rosiński, kanonik gnieźnieński                                                                          |
| 23  | 1729       | 1735       | ks. dr Paweł Teodor Kiliński, kanonik poznański                                                                      |
| 24  | 1735       | 1759       | ks. Wojciech Wieczorkiewicz, kanonik gnieźnieński                                                                    |
| 25  | 1759       | 1781       | ks. Tomasz Przedziński, wicedziekan metropolii gnieźnieńskiej                                                        |
| 26  | 1781       | 1816       | ks. Jakub Nehring |
| 27  | 1817       | 1827       | ks. Wojciech Gralichowski                                                                                            |
| 28  | 1827       | 1847       | ks. Ignacy Bysikiewicz                                                                                               |
| 29  | 1847       | 1897       | ks. Józef Dydyński                                                                                                   |
| 30  | 1897       | 1911       | ks. Bronisław Pilarowski                                                                                             |
| 31  | 1911       | 1912       | ks. Władysław Pomianowski                                                                                            |
| 32  | 1912       | 1927       | ks. Zygmunt Wierzbicki                                                                                               |
| 33  | 1928       | 1939       | ks. Maksymilian Koncewicz                                                                                            |
| 34  | 1939       | 1944       | Kościół zamknięty podczas okupacji                                                                                   |
| 35  | 1945       | 1946       | ks. Zbigniew Wierzchowiecki                                                                                          |
| 36  | 1946       | 1967       | ks. Kazimierz Roesler                                                                                                |
| 37  | 1967       | 1993       | ks. Joahim Behnke |
| 38  | 1993       | 2001       | ks. Leszek Kaczmarek                                                                                                 |
| 39  | 2001       | nadal      | ks. Mirosław Kędzierski                                                                                              |

## Grupy duszpasterskie
- Żywy Różaniec
- Służba liturgiczna
- Stowarzyszenie Wspierania Powołań Kapłańskich
- Duszpasterstwo charytatywne[2]